# Алимарин, Иван Павлович
Ива́н Па́влович Алима́рин (11 сентября 1903, Москва — 17 декабря 1989, там же) — советский химик-аналитик, академик АН СССР (1966). Герой Социалистического Труда (1980). Лауреат Государственной премии СССР. Долгое время был признанным главой аналитической химии в России, внёс большой вклад в постановку и развитие фундаментальных и прикладных исследований в этой области науки. Его научная деятельность охватывала широкий круг проблем и на протяжении многих лет была связана с решением крупных научно-технических задач, встававших перед аналитической химией в разные периоды. Разработал методы анализа полезных ископаемых, обеспечивающих сырьевую базу страны, создал макро-, микро- и ультрамикрометоды анализа, развил и применил метод нейтронно-активационного определения примесей в полупроводниках.

## Биография

### Основные даты жизни
- В 1923 году окончил Московское коммерческое училище по товароведческому отделению со специальностью химика-технолога.
- В 1923—1953 годах работал в Институте прикладной минералогии.
- В 1926—1928 годах учился заочно в Московской горной академии.
- В 1929—1936 годах разработаны колориметрические методы определения фтора, кремния, германия.
- Кандидат химических наук (1935 год) по совокупности работ.
- В 1935—1949 годах изучены и внедрены методы химического концентрирования редких элементов. Наиболее детально были изучены соосаждение, электролиз на ртутном катоде, электроосмос, экстракция органическими растворителями, дистилляция летучих соединений.
- В 1950 году защитил докторскую диссертацию по теме «Теоретические основы аналитической химии ниобия и тантала и новые методы их определения»[1].
- В 1949—1989 годах руководил лабораторией института геохимии и аналитической химии АН СССР. Первоначально называлась «Лаборатория радиохимии», затем «Лаборатория чистых веществ» (1964), «Радиохимических методов и микроанализа», «Радиоаналитических и электрохимических методов» (1983). В 1972 году группа учёных лаборатории во главе с Алимариным была удостоена Государственной премии СССР за достижения в области анализа особочистых материалов[2].
- Член-корреспондент АН СССР в 1953 г., в том же году стал заведующим кафедры аналитической химии МГУ. Проработал на этой должности вплоть до 1989 года.
- В 1963—1988 годах был главным редактором «Журнала аналитической химии»
- С 1966 года академик АН СССР.
- Герой Социалистического Труда (1980)
- Скончался Иван Павлович Алимарин 17 декабря 1989 года. Похоронен на Рогожском кладбище[3].

### Молодые годы
Родился в семье служащего. С юных лет в нём проявились любознательность, страсть к познанию, увлечённость поиском. Ещё в школьные годы он со своими товарищами мастерил астрономические трубы, чертил карты звёздного неба, делал гальванические элементы, проводил несложные физические и химические опыты.
Окончив в 1915 году Рогожское начальное училище в Москве, поступил в Московское коммерческое училище, преобразованное после революции во 2-й Московский промышленно-экономический техникум им. Г. В. Плеханова. Учился химии у К. И. Висконта, физике — у А. В. Цингера и П. И. Мартынова. Под их влиянием увлёкся естественными науками, особенно аналитической химией, с которой он познакомился по книге Н. А. Меншуткина. Интерес Алимарина к химии отметил профессор петрографии К. И. Висконт, оказавший большое влияние на формирование его научных интересов.

### Дальнейшая жизнь
В 1920-е годы Алимарин был лаборантом, а затем преподавателем химии на Рабочем факультете при Институте народного хозяйства им. Г. В. Плеханова. Здесь же под руководством профессоров К. И. Висконта, В. А. Наумова и А. Н. Шилова Иван Павлович руководил практическими занятиями по неорганической и аналитической химии. В 1923 г. по окончании техникума Алимарин был приглашён в Институт прикладной минералогии (позже переименованный в Всесоюзный институт минерального сырья, ВИМС). Здесь и началась научная работа молодого исследователя, которая на многие годы определила направление его деятельности. В хорошо оборудованной лаборатории петрохимического анализа он начал проводить всесторонние исследования минералов, руд и горных пород.
В 1935 году без защиты диссертации Алимарину присуждена учёная степень кандидата химических наук и присвоено звание старшего научного сотрудника. Одновременно он работал в Московском институте тонкой химической технологии им. М. В. Ломоносова: с 1929 по 1935 г. — ассистентом, а с 1935 по 1941 г. — доцентом и заведующим лабораторией анализа минералов и руд редких элементов кафедры минералогии.
В начале Великой Отечественной войны эвакуировался вместе с ВИМСом в Челябинскую область, где продолжал работу в области аналитической химии. По возвращении из эвакуации (1943) Иван Павлович был назначен заведующим кафедрой аналитической химии Московского института тонкой химической технологии им. М. В. Ломоносова. Одновременно продолжал работать в ВИМСе, где организовал первую в СССР лабораторию по неорганическому микроанализу минералов и руд и создал школу высококвалифицированных химиков-аналитиков.
В 1953 г. И. П. Алимарин был избран членом-корреспондентом, а в 1966 г. — действительным членом Академии наук СССР.
С 1953 г. Алимарин работал заведующим кафедрой аналитической химии химического факультета МГУ им. М.В. Ломоносова, став преемником профессора Е. С. Пржевальского. Здесь Иваном Павловичем создана школа химиков-аналитиков, успешно решающая разнообразные проблемы современной аналитической химии: развитие аналитической химии редких и рассеянных элементов, разработка методов анализа высокочистых материалов, новые химические и физические методы анализа, микроанализ.

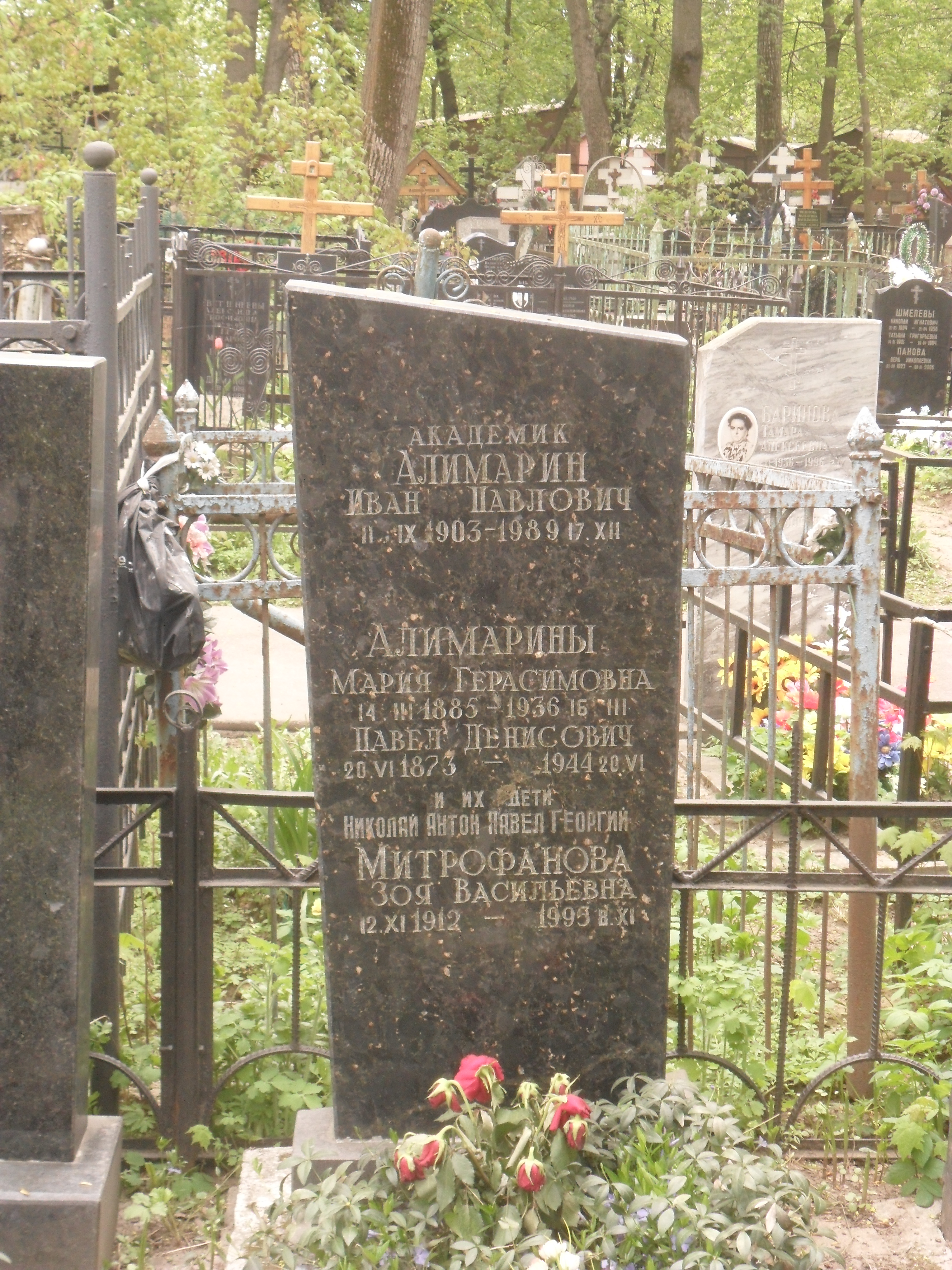
Могила Алимарина на Рогожском кладбище Москвы.

## Главные направления научной деятельности

### Развитие теоретической базы
И.П. Алимарин большое внимание уделял теоретическим вопросам аналитической химии: изучению состава и строения комплексных соединений металлов с органическими реагентами и, в частности, комплексов со смешанными лигандами, разработке теоретических основ экстракции хелатов и других соединений, теоретических основ распределительной хроматографии и т. д. Разрабатывая теоретические проблемы аналитической химии, И.П. Алимарин всегда думал о практическом выходе этих исследований, использовании их результатов в народном хозяйстве. Многие разработанные под руководством Ивана Павловича методы анализа внедрены в практику научных и производственных лабораторий. И.П. Алимарин был не только крупным учёным с мировым именем, но и прекрасным педагогом. Много поколений студентов слушали его лекции по общему курсу аналитической химии и спецкурсы по методам анализа, всегда отражающие современный уровень аналитической химии и смежных наук. Большой вклад Иваном Павловичем внесён в дело подготовки научных кадров высшей квалификации, многие из его учеников стали ведущими специалистами.

### Разработка методов анализа минерального сырья. Анализ редких и рассеянных элементов
На первом этапе научной деятельности Алимариным был проведён ряд исследований по разработке методов определения бора и фтора в различных объектах, так как в то время ещё не существовало достаточно хороших и быстрых методов определения этих элементов в минералах и рудах. В одном из своих первых исследований (1929) Иван Павлович предложил колориметрический метод обнаружения фтора, использовав его способность разрушать цирконийоксиантрахиноновый комплекс с образованием более устойчивого фторидного комплекса циркония. Впоследствии на основе этой реакции был разработан количественный метод определения следов фтора в минералах и горных породах.
Так же им были разработаны быстрые и точные методы титриметрического определения бора в различных минералах. Был предложен новый вариант колориметрического метода определения кремния в виде жёлтой и синей формы кремнемолибденовых гетерополикислот, позволяющей определять кремний в присутствии фосфора и больших количеств фтора. Колориметрический метод определения германия в виде жёлтой гетерополикислоты был разработан И.П. Алимариным совместно с Б.Н. Ивановым-Эминым и не потерял своего значения до настоящего времени. Создание данных методов позволило применять их для заводского контроля и геохимических исследований.
Были разработаны и усовершенствованы методы концентрирования и определения ниобия, тантала, циркония, ванадия, германия, рения, индия, таллия, галлия, лития, бериллия, скандия, редкоземельных элементов, титана и др. Многие разработанные методы были совершенно новыми. Так, был предложен метод колориметрического определения ниобия реакцией с роданид-ионом. Этот метод до сих пор находит применение при анализе ниобий-танталовых руд и сплавов.

### Исследование комплексов редких элементов с органическими реагентами
В развитие теории действия органических реагентов были выполнены работы по расшифровке механизма аналитического действия гидроксилсодержащих азосоединений, изучены закономерности изменения реакционной способности органических реагентов в зависимости от их строения, а также намечены пути применения квантовохимических
методов для изучения строения и свойств органических реагентов сложного строения.
Из разработанных на этой основе методов определения интерес представляют методы, использующие склонность образца к комплексообразованию (определение рения в соединениях молибдена); кинетический метод определения гафния на фоне циркония; высокочувствительные флотационные методы определения кремния по реакции образования молибдосиликата с пиразолоновыми красителями; методы определения кремния и фосфора, основанные на различиях в α-,β-изомеров ГПК. Большое внимание было уделено изучению комплексов редких металлов с N-бензоилфенил-М-гид-роксиламином. Эти исследования позволили разработать новые оригинальные методы осаждения и экстракционного разделения элементов в сильнокислой среде.

### Развитие микро- и ультрамикрометодов анализа
В 1939 г. в Москве проходила I Всесоюзная конференция по аналитической химии, одно из заседаний которой было посвящено проблемам микроанализа. В резолюции этого совещания отмечалась необходимость более широкого развития и практического применения микрохимии, особенно для анализа минералов и сплавов, поэтому с 1940 г. И.П. Алимарин широко поставил разработку микрохимических методов анализа. 
В предвоенные годы Алимариным были разработаны методы микроопределения закиси и окиси железа в минералах и горных породах, конституционной воды, кремнёвой кислоты в силикатах. В годы войны, когда он работал в Челябинской области, в журнале "Бюллетенях ВИМС" Алимарин описал разработанные им методы: определение олова в рудах в полевых и лабораторных условиях; полевая диагностика вольфрама и молибдена в минералах и рудах; микро- и полумикрометоды определения кобальта, ванадия, ртути и др. В этот период им создана походная полевая микрохимическая лаборатория для исследования минералов и руд различных типов. В эти тяжёлые военные годы И.П. Алимарин отдавал все свои силы и способности отечественной промышленности, в особенности металлургии. Эта работа была существенным вкладом в дело повышения обороноспособности нашей родины. 
Вернувшись из эвакуации, И.П. Алимарин продолжал активно работать в области развития микро- и полумикромето-дов анализа. Для этой цели были использованы органические реагенты, комплексные соединения, а также физико-химические и физические методы исследования: фотоколориметрия, полярография, амперометрия и др. 
Впоследствии все материалы были обобщены в монографии И.П. Алимарина и Б.И. Фрида "Количественный микрохимический анализ минералов и руд" (1961), переведённой на несколько иностранных языков. Так же были созданы специальные лаборатории микро- и ультрамикроанализа в ГЕОХИ и на кафедре аналитической химии МГУ.
В последующие годы были предложены оригинальные методики кулонометрических ультрамикротитрований. Новым направлением явились исследования микромодификаций ионселективных электродов для определений в малых объёмах раствора.
Развивалась и аналитическая электронная микроскопия совместно с Институтом технической физики Венгерской академии наук (Н.П. Ильин, И. Пожгаи). Был разработан метод количественного рентгеноспектрального микроанализа тонких плёнок (до 100 нм) в просвечивающем электронном микроскопе, позволяющий определять химический состав микрообъектов без их разрушения с при абсолютном пределе обнаружения до 10-18 г.

### Анализ чистых веществ
Большинство направлений научной деятельности И.П. Алимарина связано с разработкой методов концентрирования, разделения и определения малых и ультрамалых концентраций элементов, т.е. с аналитической химией "следов". Наиболее ярким и практически важным воплощением этих исследований явилось их применение в анализе чистых веществ, используемых в атомной, полупроводниковой, радиоэлектронной промышленности, волоконной оптике и других областях новой техники.
Усилиями руководимых И.П. Алимариным коллективов в ГЕОХИ и МГУ создан целый комплекс методов анализа высокочистых веществ, позволяющий определять в них большое число примесей с пределами обнаружения 10−5—10−9 %. К числу этих методов относятся активационный анализ (Ю.В. Яковлев), инверсионная вольтамперометрия (Е.Н. Виноградова, СИ. Синякова, О.Л. Кабанова), люминесценция (А.П. Головина), лазерная спектроскопия (Ю.Я. Кузяков), каталитические реакции (И.Ф. Долманова), а также комбинированные методы, сочетающие предварительное концентрирование экстракцией (Ю.А. Золотов), экстракционной хроматографией (Т.А. Большова), соосаждением (Н.А. Руднев) с атомно-эмиссионным, атомно-абсорбционным или спектрофотометрическим определением.
Широкое использование этих методов позволило не только наладить контроль и аттестацию продукции, но и способствовало совершенствованию технологии получения высокочистых веществ.
За разработку теории и новых физико-химических методов анализа высокочистых металлов, полупроводниковых материалов и химических реактивов И.П. Алимарину в
1972 г. присуждена Государственная премия СССР.

### Ядерная химия и развитие радиоаналитических методов
Начало работ в этом направлении относится к 50-м годам, когда мирное использование атомной энергии, изучение процессов взаимодействия частиц высокой энергии с ядрами различных элементов потребовали от аналитиков разработки теоретических и практических вопросов анализа продуктов ядерных реакций. С 1950 г. И.П. Алимарин со своими учениками и сотрудниками начал интенсивно работать в этой новой области. В результате исследований удалось идентифицировать порядковые номера и массовые числа разнообразных радионуклидов, образующихся при ядерных превращениях, рассчитать их выходы, описать картину протекающих процессов и установить новые закономерности ядерных превращений, а также открыть новые, ранее не описанные нуклиды. 
Эти исследования послужили отправным пунктом для постановки и развития радиоаналитических методов определения следовых количеств элементов, таких, как активационный анализ, методы изотопного разбавления и радиометрического титрования. 
Метод изотопного разбавления, развивавшийся И.П. Алимариным совместно с Г.Н. Билимович, на протяжении 30 лет видоизменялся, совершенствовался и применялся на каждом этапе для решения различных задач. Так, цикл исследований некоторых комплексонов в качестве реагентов способствовал развитию теории субстехиометрического комплексообразования. В результате выявлены новые возможности субстехиометрического варианта изотопного разбавления и расширены границы его применения для определения следовых количеств элементов. Разработан ряд приёмов, сочетающих субстехиометрическое комплексообразование с методами разделения - экстракцией, электрофорезом на бумаге, ионообменной хроматографией, соосаждением. Это позволило разработать ряд экспрессных и высокочувствительных методов определения тантала, циркония, индия, иттрия в чистых реактивах, полупроводниковых материалах с пределом обнаружения 10−5—10−7 %.
Метод радиометрического титрования был применён И.П. Алимариным совместно с И.П. Гибало и другими к определению бериллия, циркония и таллия в присутствии других элементов.
Проведён также большой цикл исследований по активационному анализу в инструментальном и радиохимическом вариантах на содержание 30 элементов в горных породах, лунном грунте, аэрозолях, вулканических пеплах и газах, морской воде и сделан ряд важных выводов о поведении микроэлементов в геохимических циклах.

### Исследования в области хроматографических и электрохимических методов анализа
На кафедре аналитической химии МГУ под руководством И.П. Алимарина проведены множество исследований в области хроматографических методов анализа, в частности, по ионообменной, ионной, газо-жидкостной и жидкость-жидкостной хроматографии. Проводились исследования по выявлению закономерностей сорбции ионов на поверхностно-модифицированных сорбентах. На основании этих исследований разработаны новые хроматографические методы разделения ряда элементов и отделения их от многих сопутствующих ионообменников, модифицированных органическими реагентами (гетероциклические азосоединения). Разработаны эффективные сорбционно-фотометрические методы концентрирования и определения палладия, меди и некоторых других элементов.
По инициативе и под руководством Алимарина в 1960 г. на в МГУ и ГЕОХИ была начата разработка метода определения ультрамалых концентраций веществ, называемого теперь инверсионной вольтамперометрией (Е.Н. Виноградова, С.И. Синякова). Представляет интерес разработка нового осциллографического варианта метода инверсионной полярографии при использовании статистических методов планирования экспериментов, что позволило увеличить чувствительность определения примесей в 2-3 раза по сравнению с общепринятым вариантом (А.И. Каменев). При содействии И.П. Алимарина в МГУ получили развитие методы потенциометрии и кулонометрии (П.К. Агасян). В ГЕОХИ проведены работы по развитию метода кулонометрии при контролируемом потенциале для прецизионного определения платиновых металлов с использованием как платинового электрода, так и электродов из углеродных тканей. Разработан метод электрохимического концентрирования ряда элементов на электродных стержнях из спектрально чистого графита. На основе разработок ГЕОХИ промышленностью выпускаются таллиевые кислородомеры различных марок.

### Люминесцентный анализ
Исследования по использованию фотолюминесценции в неорганическом анализе начаты по инициативе и под руководством И.П. Алимарина в 1963 г. на кафедре аналитической химии МГУ. Разработаны высокочувствительные (с пределами обнаружения 10−4—10−7%) и селективные методы определения галлия, индия, тантала, теллура, урана, тория и других элементов в полупроводниковых материалах, рудах, водах, химических реактивах
В последующие годы развивались начатые по инициативе И.П. Алимарина работы по использованию низкотемпературной люминесценции (криолюминесценции) водных растворов и экстрактов галогенидных комплексов d-переходных элементов. Разработанные методы используются в практике при анализе полупроводниковых материалов и продукции электронной промышленности (В.К. Рунов).

### Работы в области истории отечественной аналитической химии
И.П. Алимарин всегда придавал большое значение изучению истории развития отечественной науки, работы в этой области были опубликованы им совместно с М.Г. Цюрупа. В них были освещены значение трудов М.В. Ломоносова и Д.И. Менделеева для развития аналитической химии и работы русских учёных первой половины XIX века по аналитической химии платины и платиновых металлов. В 1967 г. была опубликована работа "Аналитическая химия (анализ неорганических веществ)", освещающая развитие аналитической химии в СССР за 50 лет; в другой работе (1969) показана связь современной аналитической химии, и в частности новых методов анализа, с положением элемента в периодической системе.
И.П. Алимарин был активным пропагандистом достижений аналитической химии и перспектив её развития. Ряд его работ посвящён состоянию, успехам и перспективам развития аналитической химии. Свои взгляды на общие вопросы аналитической химии (название науки, её сущность, роль в научно-техническом прогрессе) И.П. Алимарин изложил в статье «Современное представление о науке "аналитическая химия"» (1983).

## Педагогическая деятельность и подготовка специалистов
Ещё в техникуме у И. П. Алимарина проявился интерес к педагогической работе. Он всё время «учась — учил», занимая, как уже было сказано, разные педагогические должности. Его лекции в МИТХТ им. М. В. Ломоносова, а впоследствии в МГУ пользовались успехом и привлекали слушателей.
В лекциях Иван Павлович старался освещать не только главные вопросы науки, но и стремился знакомить слушателей с новыми результатами, опубликованными в печати. И. П. Алимарин читал общий курс аналитической химии для студентов второго курса химического факультета МГУ, а также специальный курс по современным методам анализа для студентов, специализирующихся в области аналитической химии. Лекции его были насыщены содержанием, отражали современный уровень аналитической химии и смежных наук. Придавая большое значение взаимопроникновению близлежащих наук, Иван Павлович показывал плодотворность такой взаимосвязи.
Уделяя большое внимание воспитанию молодых учёных, Алимарин создал большую школу советских аналитиков, возглавивших отдельные направления аналитической химии и содействующих развитию этой науки в различных регионах страны.
Много сил и внимания он уделял совершенствованию преподавания аналитической химии, оснащённости лабораторий и практикумов современными приборами, на кафедре аналитической химии в МГУ под его руководством была проведена значительная модернизация в этом отношении.
Совместно с Н. Н. Ушаковой было составлено учебное пособие по аналитической химии, также Иван Павлович ввёл в лекционный курс демонстрационные эксперименты.

## Интересные факты
- К 1935, когда И. П. Алимарину была присвоена степень кандидата химических наук, он имел уже 19 опубликованных работ и 10 научных отчётов по аналитической химии полезных ископаемых, руд редких элементов.
- Всего опубликованы около 800 статей и ряд книг по аналитической химии под авторством И. П. Алимарина.
- Под руководством И. П. Алимарина выполнено и защищено около 100 кандидатских диссертаций. При его консультативном участии защищено 18 докторских диссертаций.
- И. П. Алимарину было присвоено звание Героя Социалистического Труда, он награждён четырьмя орденами Ленина, орденами Октябрьской Революции, Красной Звезды, Трудового Красного Знамени и шестью медалями. В 1972 г. ему присуждена Государственная премия СССР. Он награждён большой золотой медалью ВДНХ СССР.
- Увлечениями академика были рыбалка и фотография. Также он очень любил театр и классическую музыку. В доме всегда была самая современная звукотехника. В санаторий «Узкое», где Иван Павлович бывал регулярно, обязательно брал с собой магнитофон, намечал программу, писал афишу и устраивал «концерты».

## Память
- Имя И.П. Алимарина носит кафедра аналитической химии МИТХТ им. М.В. Ломоносова[8].

## Монографии
- Алимарин И. П., Архангельская В. Н. Качественный полумикроанализ. Практическое руководство к лабораторным работам. М.-Л.: Госхимиздат, 1949. — 191 с.
- Алимарин И. П., Петрикова М. Н. Неорганический ультрамикроанализ. М.: Изд-во АН СССР, 1960. 152 с.
- Количественный микроанализ минералов и руд : практическое руководство / И. П. Алимарин, Б. И. Фрид. — М. : Госхимиздат, 1961. — 399 с.
- Алимарин И. П., Петрикова М. Н., Качественный и количественный ультрамикрохимический анализ. — М.: Химия, 1974. — 191 с.
- Алимарин И. П., Фадеева В. И., Дорохова Е. Н. Демонстрационный эксперимент по общему курсу аналитической химии. — М.: Химия, 1974. 286 с.
- Справочное пособие по аналитической химии / И. П. Алимарин, Н. Н. Ушакова. — М. : Изд-во Моск. ун-та, 1977. — 104 с